# Nicole Mbole
Nicole Mbole est une joueuse congolaise de handball qui évolue à Mikishi Lubumbashi et l'équipe nationale de la RD Congo. 